# Olaf Barda

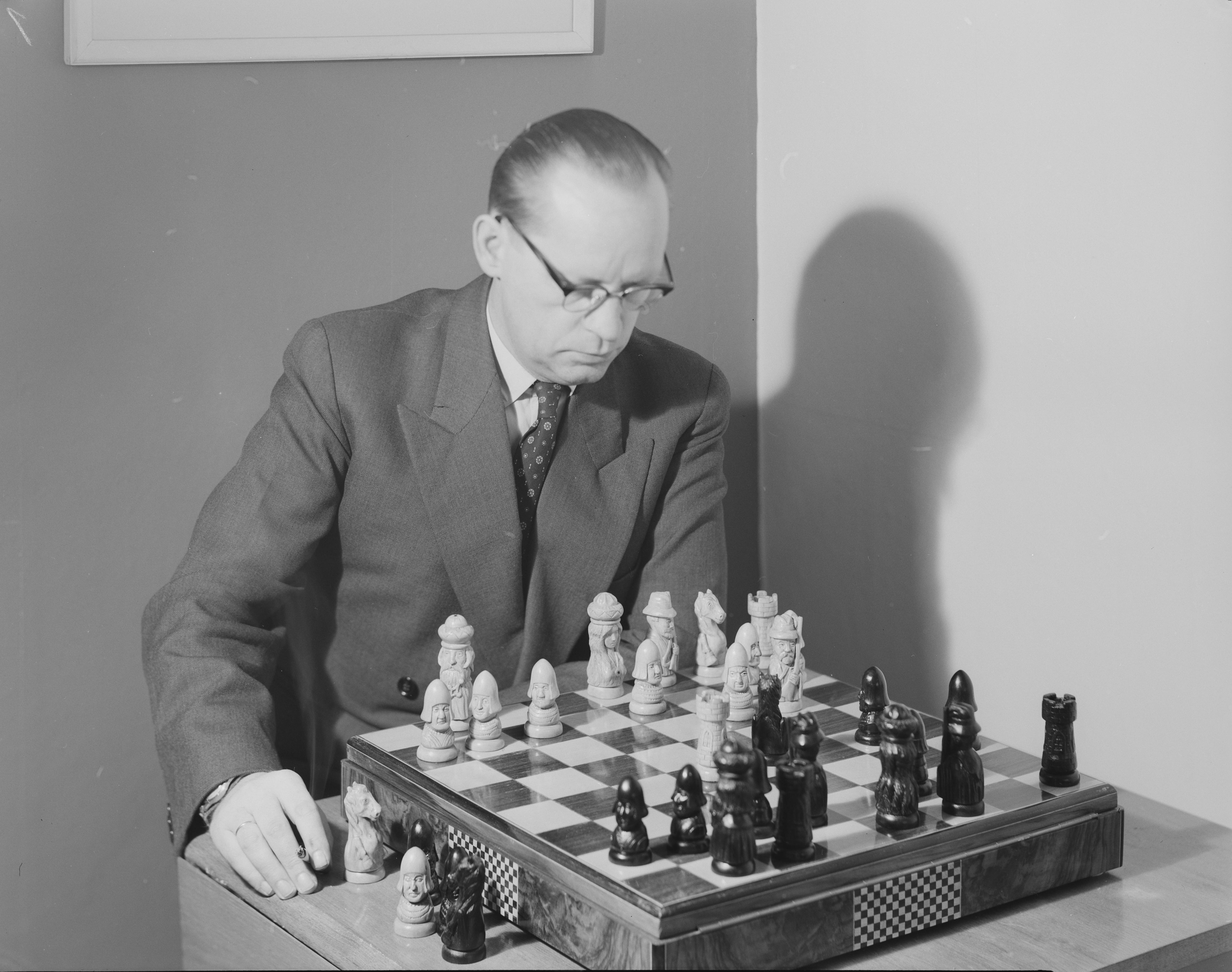
Olaf Barda im Jahre 1958

Olaf Barda (geboren als Olaf Martinius Olsen, * 17. August 1909 in Kristiania; † 2. Mai 1971 in Oslo) war ein norwegischer Schachspieler.
Barda gewann die norwegische Meisterschaft in den Jahren 1930, 1947, 1948, 1952, 1953 und 1957 und erhielt als erster Norweger 1952 den Titel des Internationalen Meisters von der FIDE. Er vertrat Norwegen auch bei der Schacholympiade 1930 in Hamburg. Sein Sohn Yngvar Barda (1935–1999) spielte für Norwegen bei der Schacholympiade 1956 in Moskau, kam dort aber nur in 7 Partien als Ersatzspieler zum Einsatz.
Auch als Fernschachspieler machte sich Olaf Barda einen Namen. Er wurde norwegischer Fernschachmeister 1946 und 1949/1950 und wurde bei der 4. Fernschachweltmeisterschaft (1950–1953) Vierter. 1953 wurde er zum Fernschach-Großmeister ernannt.
Er verfasste das Buch Sjakk! Historikk, teori, strategi (Oslo 1943, 2. Auflage 1957).

## Quelle
- Arpad Földeak: Schacholympiaden, 1971